# Brice Sensabaugh
Brice Sensabaugh (Wilton Manors, 30 de outubro de 2003) é um jogador norte-americano de basquete profissional que atualmente joga no Utah Jazz da National Basketball Association (NBA).
Ele jogou basquete universitário pelo Ohio State e foi selecionado pelo Jazz como a 28º escolha geral no draft da NBA de 2023.

## Primeiros anos
Sensabaugh cresceu em Orlando, Flórida, e estudou na Lake Highland Preparatory School. Ele foi o maior artilheiro do time em seu segundo ano, mas perdeu toda a terceira temporada devido a uma lesão no menisco. Sensabaugh teve médias de 25,1 pontos, 7,2 rebotes e 1,5 assistências em seu último ano e foi nomeado Mr. Basketball da Flórida. Ele foi classificado como um recruta de quatro estrelas e se comprometeu a jogar basquete universitário pela Ohio State.

## Carreira universitária
Sensabaugh entrou em sua temporada de calouro na Ohio State como reserva-chave. Sensabaugh foi nomeado o Calouro da Semana da Big Ten por três semanas consecutivas. Ele foi nomeado para a Equipe de Novatos e para a Terceira-Equipe da Big Ten no final da temporada regular. Após a temporada, Sensabaugh se declarou para o draft da NBA de 2023.

## Carreira profissional
O Utah Jazz selecionou Sensabaugh como a 28ª escolha geral no draft da NBA de 2023.

## Estatísticas da carreira

### NBA

#### Temporada regular
| Ano     | Equipe | PJ | PT | MPJ  | AP   | 3P   | LL   | RT  | AS  | BR | TO | PPJ |
| ------- | ------ | -- | -- | ---- | ---- | ---- | ---- | --- | --- | -- | -- | --- |
| 2023–24 | Utah   | 32 | 11 | 18.3 | .390 | .296 | .902 | 3.2 | 1.7 | .4 | .2 | 7.5 |

### Universidade
| Ano     | Equipe     | PJ | PT | MPJ  | AP   | 3P   | LL   | RT  | AS  | BR | TO | PPJ  |
| ------- | ---------- | -- | -- | ---- | ---- | ---- | ---- | --- | --- | -- | -- | ---- |
| 2022–23 | Ohio State | 33 | 21 | 24.5 | .480 | .405 | .830 | 5.4 | 1.2 | .5 | .4 | 16.3 |

## Links externos
- Biografia do Ohio State Buckeyes
- Media relacionados com Brice Sensabaugh no Wikimedia Commons